# بلقسة
بلقسة قرية في ناحية خربة تين نور التابعة لمنطقة مركز حمص في محافظة حمص في سورية. بلغ عدد سكانها 2078 نسمة عام 2004.
ينحدر من هذه القرية شجاع العلي، أحد اهم شبيحة نظام بشار الأسد، وقائد مجموعات عرفت بخطف وقتل وترويع مئات المدنيين خلال الحرب الأهلية السورية.